# Molossos tis Ipeiro
Molossos tis Ipeiro  (Μολοσσοσ τησ Ηπειρου; molosser från Epirus) är en hundras från Grekland. Den är en boskapsvaktare av molossertyp som traditionellt använts för att skydda tamfår, tamgetter och nötkreatur mot rovdjursangrepp. Den är namngiven efter landskapet Epirus. Den är av samma slags varggrå bergshund som den närstående sarplaninac. Rasen skall inte förväxlas med den antika grekiska rasen molosser eller molossus. Rasen är nationellt erkänd av den grekiska kennelklubben Kynologikos Omilos Ellados (KOE).